# TYPE (도스 명령어)

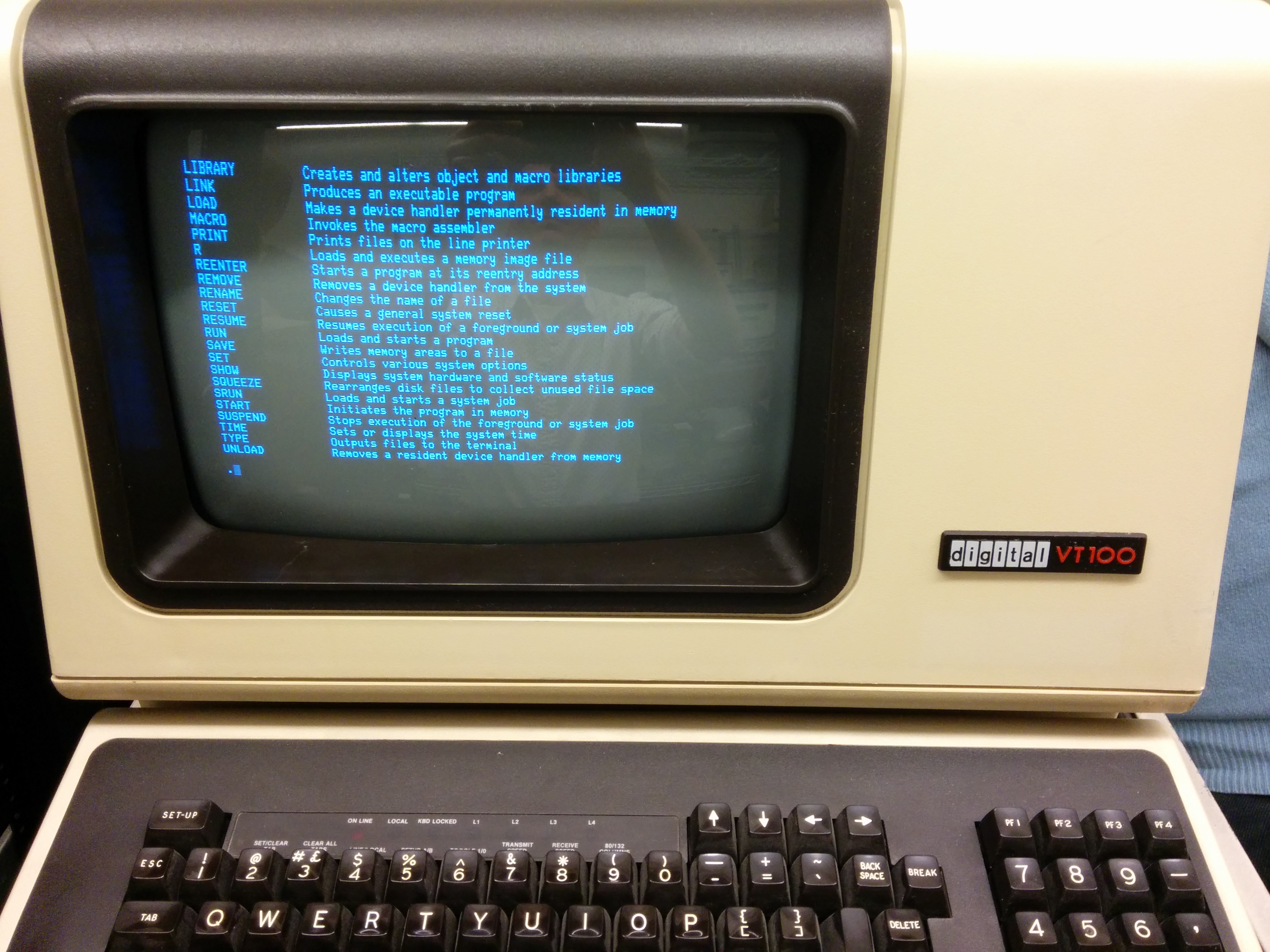
VT100에 표시된 RT-11SJ의 TYPE 명령어의 설명.

컴퓨팅에서 type은 다양한 RT-11, TOPS-20, VMS, AmigaDOS, CP/M, MP/M, DOS, OS/2, 마이크로소프트 윈도우, ReactOS 명령 줄 인터프리터(셸)-이를테면 COMMAND.COM, cmd.exe, 4DOS/4NT, 윈도우 파워셸-의 명령어이다. 컴퓨터 터미널에서 지정된 파일의 내용을 표시하기 위해 사용된다.
이와 유사한 유닉스 명령어는 cat이다. 윈도우 파워셸에서 type은 기본적으로 동일한 목적을 하는 Get-Content Cmdlet을 위한 미리 정의된 명령어 별칭이다. TYPE은 86-DOS의 내부 명령어에서 기원하였다.

## 사용법

### 마이크로소프트 윈도우
명령어 문법은 다음과 같다:
```
type [드라이브:][경로]파일이름
```

- [ 드라이브 : ][ 경로 ] 파일이름 – 이 변수는 눈으로 볼 파일 또는 파일들의 위치와 이름을 지정한다. 여러 개의 파일 이름은 공백으로 구분해야 한다.
- /? – 이 변수는 명령어의 도움말을 표시한다.

## 같이 보기
- 도스 명령어 목록